# Neutronové záření

Zjednodušený model kvarkové struktury neutronu

Neutronové záření je druh ionizujícího záření, tvořeného proudem volných neutronů. Tyto neutrony se uvolňují při jaderném štěpení nebo fúzi, následně interagují s jádry dalších atomů a vytvářejí tak nové izotopy.

## Zdroje
Neutrony mohou být emitovány i při dalších jaderných reakcích, např. při jaderném rozpadu nebo při reakcích vzniklých v důsledku interakcí částic (např. z kosmického záření nebo v urychlovačích částic). Významných zdrojů neutronů není mnoho a taková zařízení obvykle dosahují velkých rozměrů, jako například v případě jaderných reaktorů nebo urychlovačů částic. Neutronové záření bylo objeveno jako výsledek pozorovaní jader berylia při reakci s alfa částicemi, jak se přeměňují v jádra uhlíku a produkují neutrony, Be(α, n)C. Kombinace emitoru alfa částic a izotopu s velkou pravděpodobností (α, n) reakce je stále běžným zdrojem neutronů.

## Užití
Studené, teplé a horké neutrony jsou nejčastěji používány při experimentech rozptylu a ohybu pro zjištění vlastností a struktury materiálu v krystalografii, fyzice kondenzovaných látek, biologii, chemii pevných látek, materiálové vědě, geologii, mineralogii a příbuzných vědách. Neutronové záření je taktéž využíváno ve vybraných zařízeních k léčení rakovinových nádorů pro jeho pronikavé a ničivé vlastnosti u buněčné struktury. Neutrony mohou být také použity pro zobrazení průmyslových součástek nazývané neutronová radiografie při použití fólie, neutronová radioskopie při pořízení digitálních snímků a neutronová tomografie pro trojrozměrné zobrazení. Neutronové zobrazování je běžně užíváno v jaderném průmyslu, ve vesmírném a kosmickém průmyslu a stejně tak v průmyslu výbušnin.
A také ho využívají jaderné elektrárny k začátku řetězové reakce.

## Ionizační mechanismy a vlastnosti
Neutronové záření je často nazýváno nepřímým ionizačním zářením. To neionizuje atomy stejným způsobem jako nabité částice (protony a elektrony excitací elektronu), protože nemají náboj. Nicméně neutronové interakce jsou vysoce ionizující, např. při absorpci neutronu dochází k emisi gama záření, které následně odstraní elektron z atomového obalu, nebo jádro poodražené po interakci s neutronem je ionizováno a způsobuje více tradičních následných ionizací i dalších atomech. Vzhledem k tomu, že neutrony jsou nenabité, tak mají větší pronikavost nežli částice alfa nebo záření beta. V některých případech mají větší pronikavost než záření gama, které je zpomaleno v atomech s vysokým atomovým číslem. V atomech s malým atomovým číslem, jako je vodík, je nízkoenergetické gama záření pronikavější než neutrony o vysoké energii.

## Zdravotní rizika a ochrana
V lékařské fyzice je o neutronovém záření uvažováno jako o čtvrtém radiačním nebezpečí k dalším druhům radiace. Dále je někdy větším nebezpečím neutronového záření neutronová aktivace, což je schopnost neutronového záření vyvolat radioaktivitu u většiny látek, na něž dopadá, včetně tělesné tkáně samotných pracovníků. K tomu dochází při zachycení neutronů atomovým jádrem, které se transformuje na jiný nuklid, často na radionuklid. Tento proces je důvodem pro mnoho radioaktivních materiálů uvolněných při výbuchu jaderné zbraně. Tento problém vzniká taktéž u zařízení pro jaderné štěpení a fúzi, tím že se postupně vybavení stává radioaktivním a posléze musí být technické vybavení odstraněno a zlikvidováno jako radioaktivní odpad.
Ochrana před neutronovým zářením spočívá v radiačním stínění. Z důvodu vysoké kinetické energie neutronů je tato radiace považována za nejtvrdší a nejnebezpečnější radiaci pro celé tělo, pokud je vystaveno jejím externím zdrojům. V porovnání s běžným ionizujícím zářením založeným na fotonech nebo nabitých částicích jsou neutrony opakovaně odráženy a zpomalovány (absorbovány) lehkými jádry, tudíž materiály bohaté na vodík jsou efektivnější než jádra železa. Lehké atomy zpomalují neutrony elastickým rozptylem, takže se mohou podílet na jaderných reakcích. Tyto reakce se stávají zdrojem záření gama, tudíž musí být provedeno přídavné stínění. Zřetel musí být brán na vyhnutí se použití jader, která podléhají štěpení nebo zachytávání neutronů, což vede k radioaktivnímu rozpadu jádra, který provází tvorba paprsků gama.
Neutrony snadno procházejí přes většinu materiálů, ale významně s nimi interagují, a tak způsobují biologické škody. Nejefektivněji stínicí materiály jsou uhlovodíky, jako například polyethylen, tuhý parafín nebo voda. Beton (kde je značné množství molekul vody chemicky svázáno s cementem) a štěrk se používají jako levné, ale efektivní biologické stínění pro jejich kombinované stínění, jak paprsků gama, tak i neutronů. Vynikajícím absorbérem neutronů je bór (stejně tak určitého neutronového rozptylu), který se rozpadá na lithium a helium a neprodukuje prakticky žádné záření gama. Karbid boru se obvykle použije ke stínění tam, kde betonové stínění je příliš nákladné. Komerčně, díky vodě, naftě, betonu, štěrku a B4C jsou k dispozici běžná stínění, která obklopují plochy s velkým neutronovým tokem. Ochranné využití mají borosilikátové sklo, vysoce bórová ocel, parafín a plexisklo.
Protože neutrony, které zasáhnou vodíková jádra (protony nebo deuterony), předají těmto jádrům energii, tak tato jádra se pak oddělí ze svých chemických vazeb a putují na malou vzdálenost než se zastaví. Tato vodíková jádra jsou vysoce urychlenými částicemi a jsou pak zastavena ionizací materiálu, kterým procházejí. Dále mají v živé tkáni neutrony poměrně vysokou relativní účinnost a jsou přibližně desetkrát účinnější v biologickém poškození ve srovnání se zářením gama nebo beta při stejném ozáření. Neutrony jsou zvlášť nebezpečné pro měkké tkáně, jako jsou například koutky očí.

## Vliv na materiály
Neutrony také znehodnocují materiály; bombardování materiálů neutrony vytváří laviny srážek, které mohou vytvářet bodové defekty a rozrušení materiálu. Při vysokém neutronovém ozáření to může vést ke zkřehnutí kovů a jiných materiálů a může vést u některých z nich jejich nabobtnání. Toto znamená problém pro jaderné reaktorové nádoby a význačně omezuje jejich životnost (ta může být určitým způsobem prodloužena jejím žíháním omezujícím počet vzniku materiálového rozrušení). Grafitové moderátorové bloky jsou obzvláště citlivé na tento efekt, známý jako Wignerův jev, a musejí být žíhány periodicky; dobře známý Windscale fire byl způsoben nehodou během takovéto operace žíhání.

## Neutronové záření a jaderné štěpení
Neutronové reaktory jsou obvykle děleny na pomalé (teplé) neutrony a rychlé (horké) neutrony podle jejich energie. Teplé neutrony jsou podobné plynu v termodynamické rovnováze, ale jsou lehce zachycovány atomovými jádry a jsou primárními prostředky pro atomové přeměny. Pro dosažení efektivní štěpné jaderné reakce musí být neutrony zachyceny štěpení schopným jádrem, které se poté rozdělí a uvolní další neutrony. U většiny jaderných reaktorů není jaderné palivo dostatečně čisté natolik, aby bylo schopno zachytit rychlé neutrony pro vznik řetězové reakce, a to kvůli malému účinnému průřezu, a proto je nutné použít neutronový moderátor pro zpomalení rychlých neutronů na úroveň neutronů teplých pro dosažení vhodné absorpce. Běžné neutronové moderátory obsahují grafit, obyčejnou (lehkou) vodu a těžkou vodu. Pouze málo reaktorů a jaderných zbraní pracuje s rychlými neutrony. To vyžaduje určité změny v návrhu a použitém palivu. Beryllium je specifický prvek pro jeho schopnost působit na neutrony jako reflektor nebo čočka. To umožňuje použití menšího množství štěpného materiálu, přičemž jde o primární technický vývoj pro výrobu neutronových bomb.